# Cirsium lanatum
Cirsium lanatum là một loài thực vật có hoa trong họ Cúc. Loài này được (Roxb. ex Willd.) Spreng. mô tả khoa học đầu tiên năm 1826.